# 妙可蓝多
上海妙可蓝多食品科技股份有限公司（英語：Milkground, 上交所：600882），简称是妙可蓝多，是一家中国食品公司，主营奶酪棒。

## 历史
前身是广泽股份，2016年借壳上市，2019年更名为现在名字，拥有五座工厂分别位于上海金山区、上海奉贤区、天津、吉林以及长春。2020年蒙牛集团成为了其第一大股东。2021年投资30亿增持股票比例升至28.47%。之后持续剥离传统液态奶，合并蒙牛集团旗下奶酪业务。

## 产品

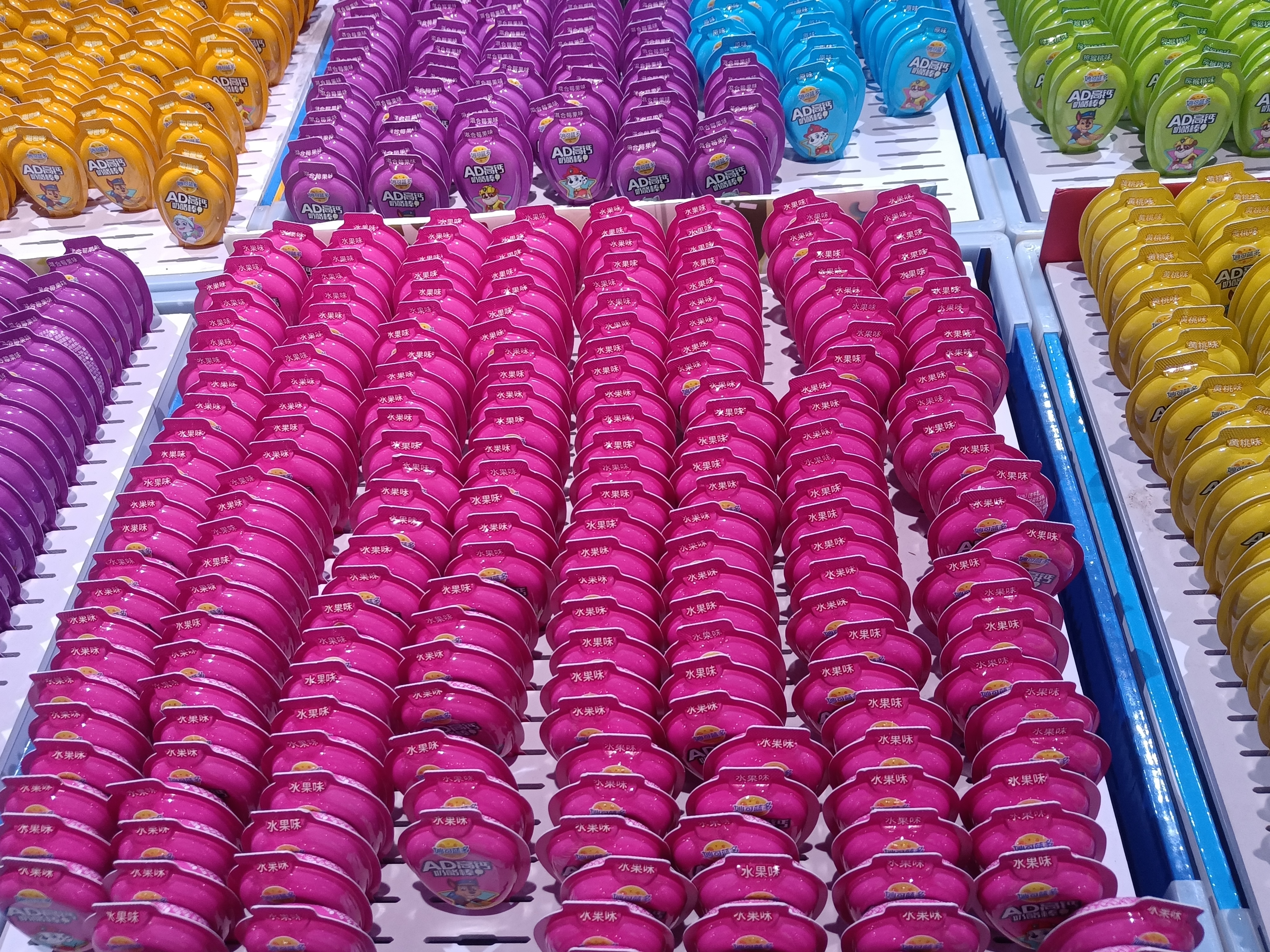
妙可蓝多奶酪棒

- 儿童营养系列
- 家庭餐桌系列
- 成人休闲营养系列
- 餐饮工业系列